# Hugh Wilson
Pour les articles homonymes, voir Wilson.
Hugh Wilson est un acteur, producteur, réalisateur et scénariste américain, né le 21 août 1943 à Miami en Floride et mort le 14 janvier 2018 à Charlottesville (Virginie).

## Filmographie
Sauf indication contraire, les informations mentionnées dans cette section peuvent être confirmées par la base de données cinématographiques IMDb,  présente dans la section « Liens externes ».

### Scénariste
- 1983 : L'As de cœur
- 1984 : Police Academy
- 1985 :  Rex le Magnifique (Rustlers' Rhapsody)
- 1987 : La Pie voleuse (Burglar)
- 1994 : Un ange gardien pour Tess (Guarding Tess)
- 1996 : Touche pas à mon périscope (Down Periscope)
- 1997 : Rough Riders (TV)
- 1999 : Première Sortie (Blast from the Past)
- 1999 : Allô, la police ? (Dudley Do-Right)
- 2004 : Mickey (en)

### Réalisateur
- 1984 : Police Academy
- 1985 :  Rex le Magnifique (Rustlers' Rhapsody)
- 1987 : La Pie voleuse (Burglar)
- 1987-1988 : Frank's Place (en) (série télévisée)
- 1989 : The Famous Teddy Z (en) (série télévisée)
- 1991 : Sunday in Paris (TV)
- 1994 : Un ange gardien pour Tess (Guarding Tess)
- 1996 : Le Club des ex (The First Wives Club)
- 1999 : Première Sortie (Blast from the Past)
- 1999 : Allô, la police ? (Dudley Do-Right)
- 2004 : Mickey (en)

### Acteur
- 1984 : Police Academy : Angry driver
- 1985 : Rustlers' Rhapsody : Complaining John
- 1987 : La Pie voleuse (Burglar) d'Hugh Wilson : Customer at Mayday
- 1994 : Un ange gardien pour Tess (Guarding Tess) : The President (voix)
- 1996 : Le Club des ex (The First Wives Club) : Commercial Director
- 1999 : Première Sortie (Blast from the Past) : Levy
- 1999 : One More Kiss (en) : Frank's false teeth

### Producteur
- 1977-1978 : The Tony Randall Show (en) (série télévisée)
- 1987-1988 :Frank's Place (en) (série télévisée)
- 1989 : The Famous Teddy Z (en) (série télévisée)
- 1991 : Sunday in Paris (TV)
- 1998 : Southie (en)
- 1999 : Première Sortie (Blast from the Past)